# 白龙桥站

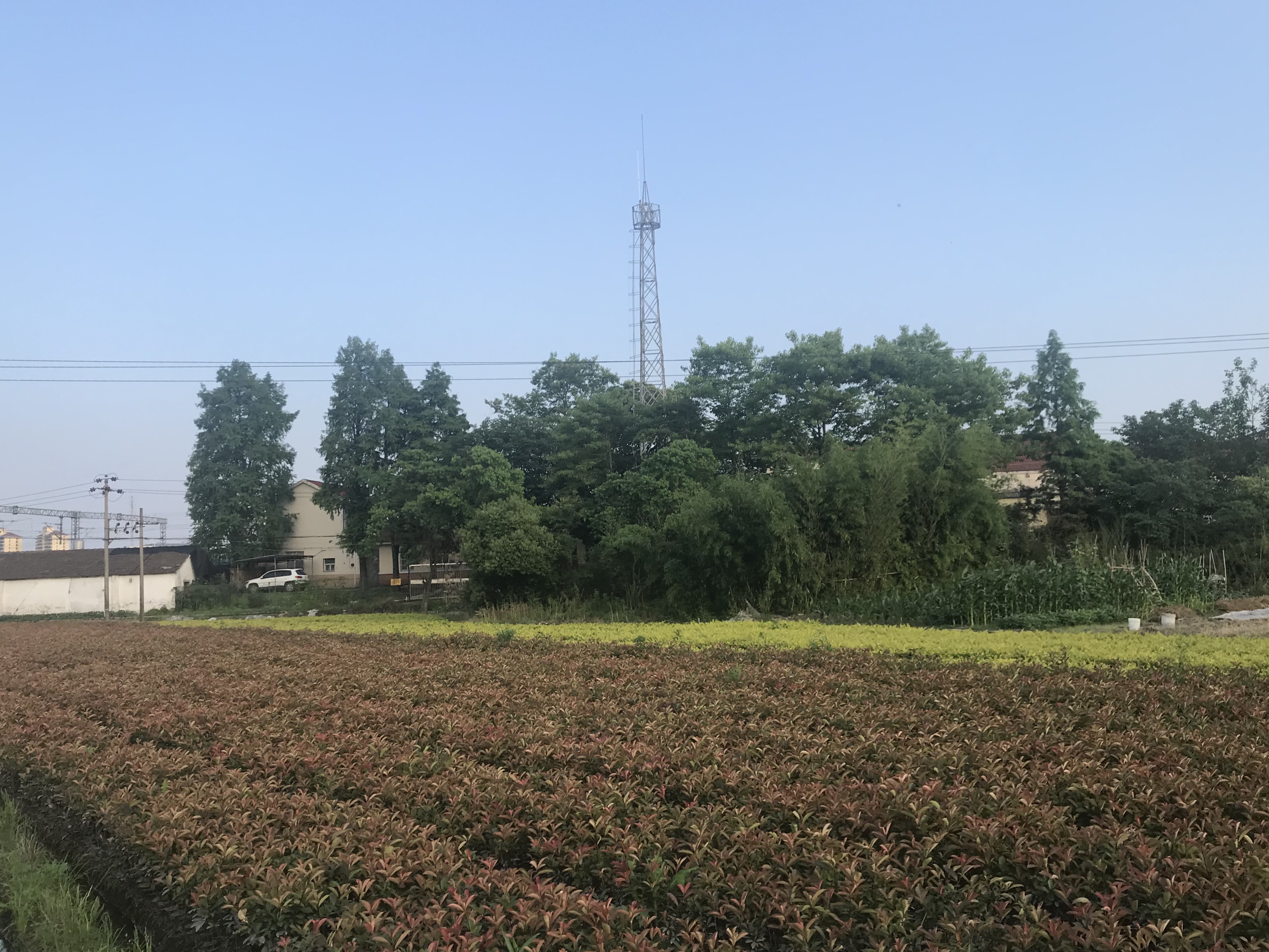
车站站房远景

白龙桥站位于浙江省金华市白龙桥镇怡村 ，是沪昆铁路的一个车站，距离上海370公里，距离株洲站756公里。车站建于1964年，由上海铁路局金华车务段管辖，办理货运业务，为四等站。

## 概要

### 历史
车站于1964年10月为满足白龙桥当地居民出行而设立，高峰时期日均发送旅客曾达到200余人。1984年车站与上行金华站区间实现复线化:299; 319。1996年1月车站停办客运业务:156。2006年车站实现电气化。电气化过程中对车站进行了略微改造。车站在1965年6月1日至1984年10月1日曾归南昌铁路局管辖，与上海铁路局的局界金华站相邻:344-345。

### 营运状况
目前白龙桥站办理列车通过停靠作业，不办理客运业务；货运业务仅办理中国石化销售有限公司浙江金华石油分公司古方油库和浙江浙能石油新能源有限公司的专用铁路货运作业。其中古方油库专用线于1961年11月投用，原连接古方站:305。浙赣线电气化改造后古方站撤销，遂从白龙桥站新建连接油库的专用线。后由于铁路运输油品效率有限，2008年修建连接古方油库和镇海炼化算山码头的输油管道，于2013年建成。

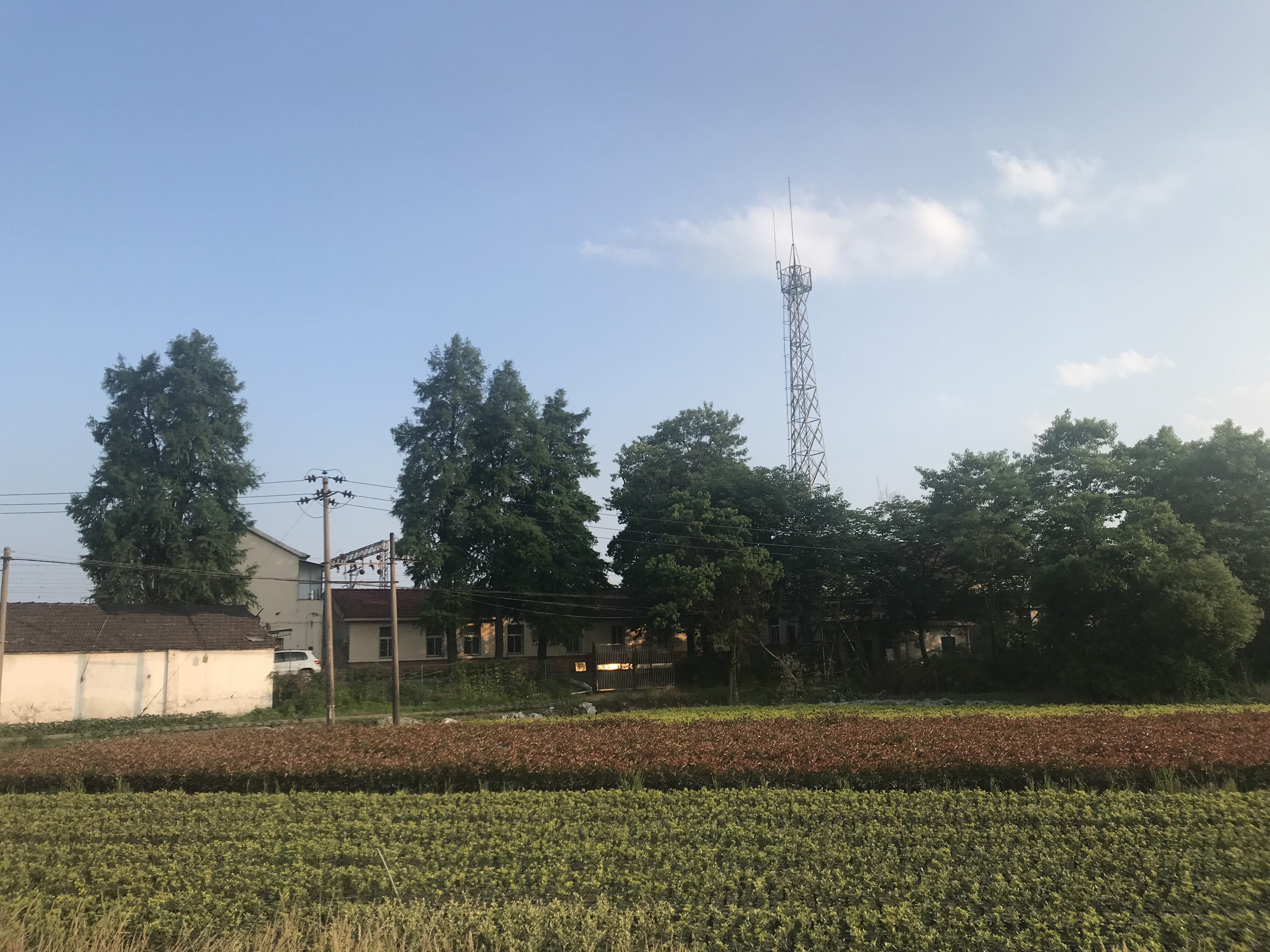
从怡村望向车站行车室
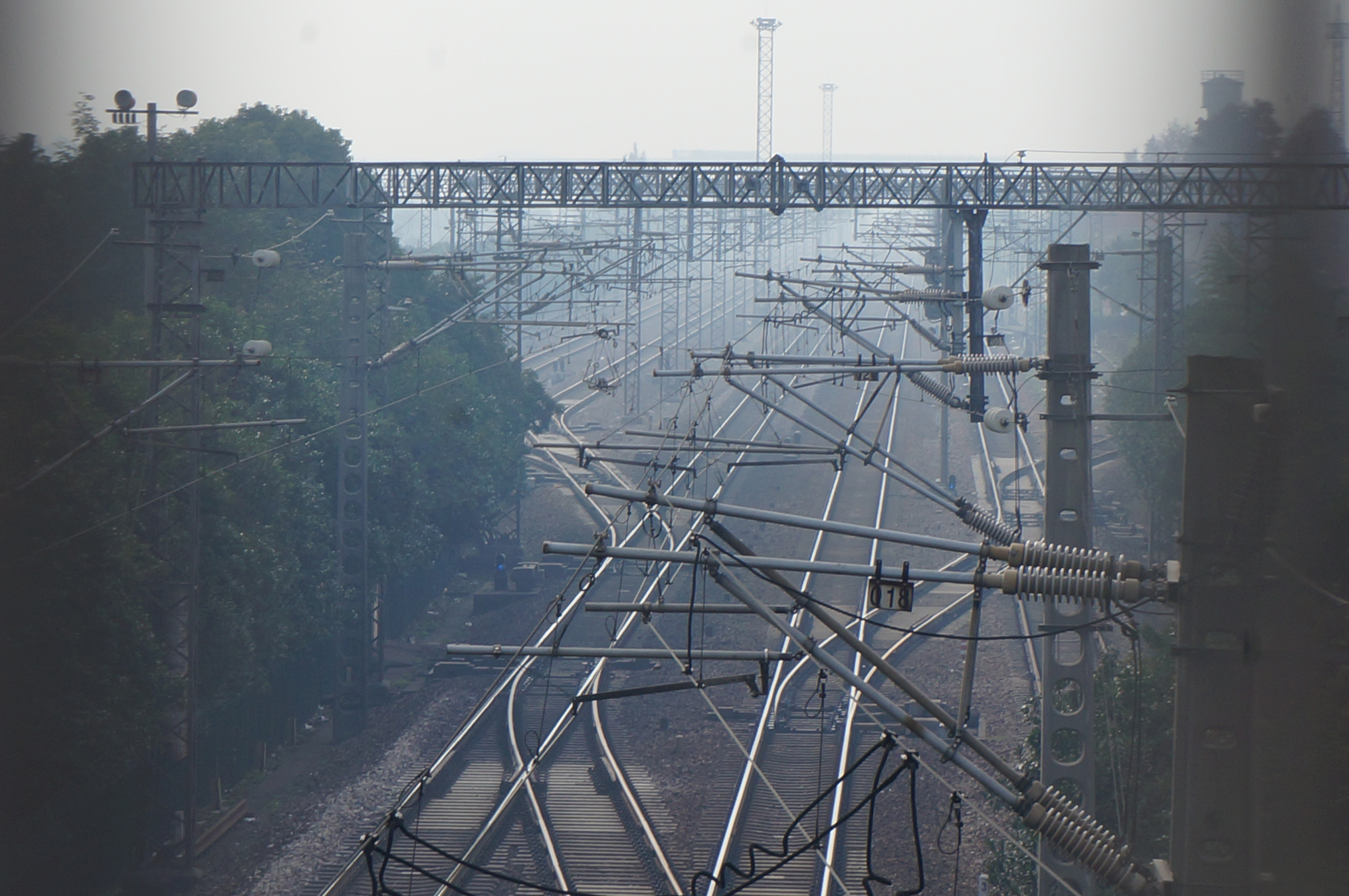
车站上行岔区
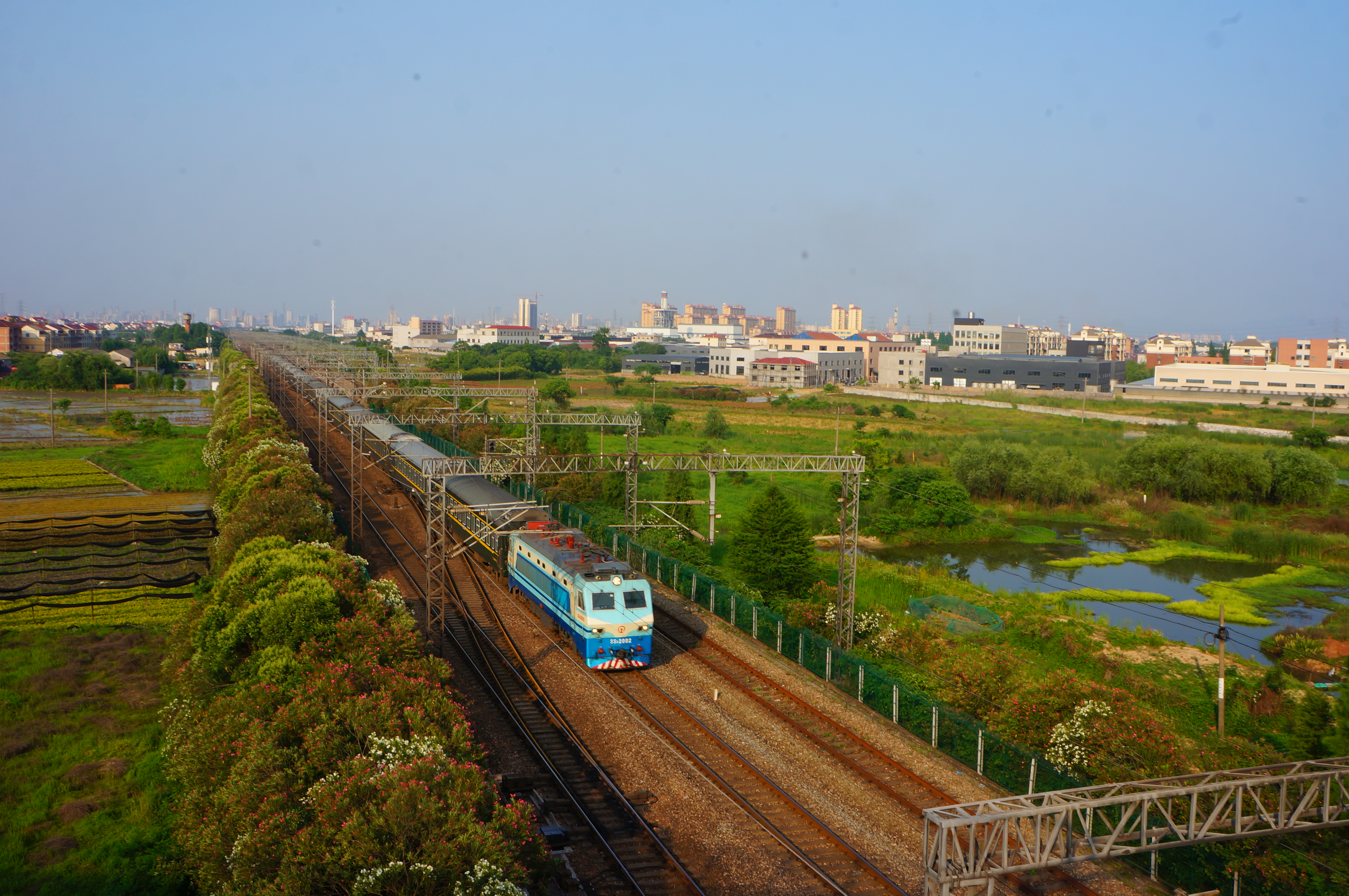
K759次列车通过
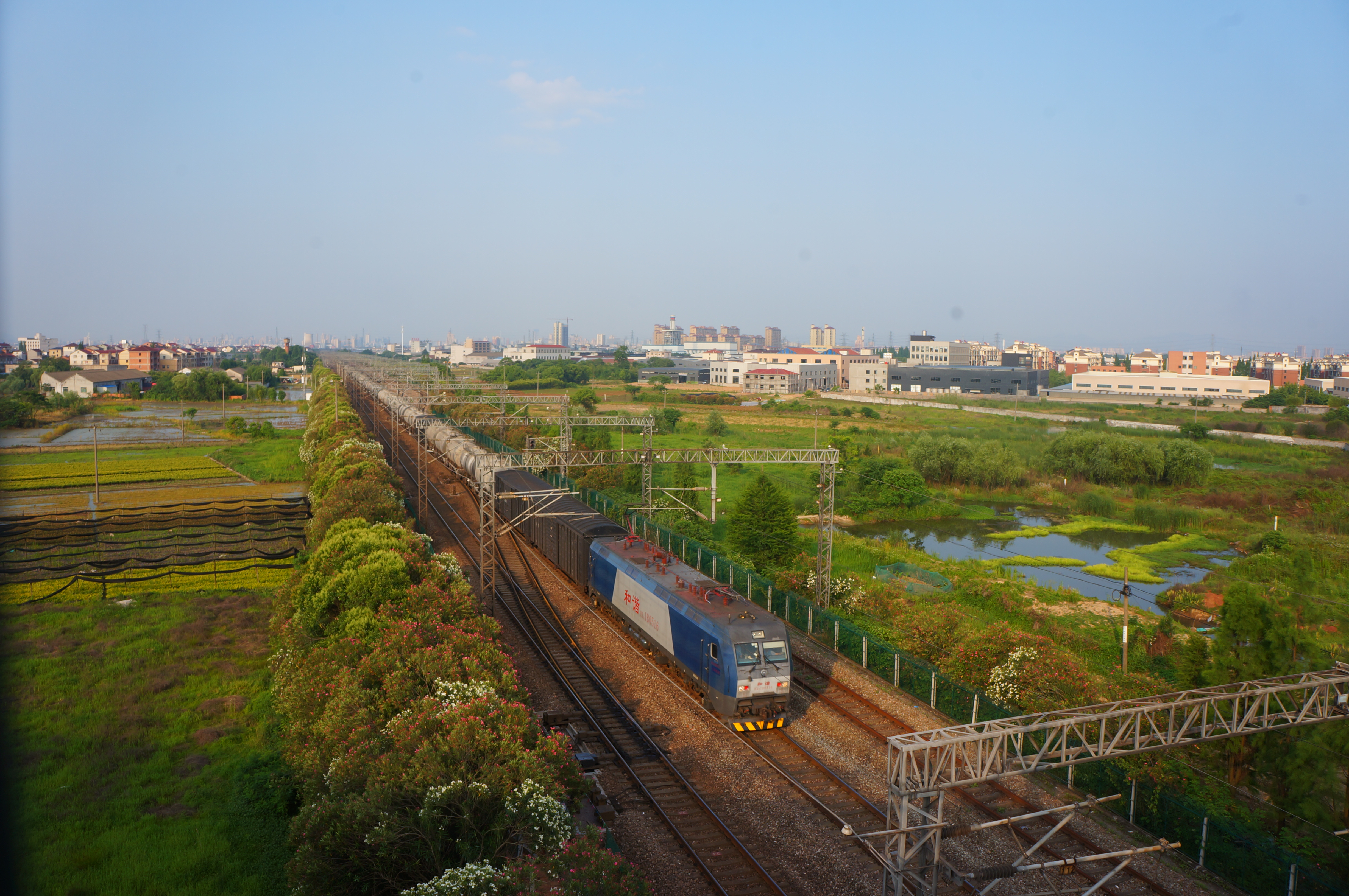
和谐1B型电力机车牵引下行货运列车通过车站

## 车站周边
- 怡村社区
- 石柏
- 也雅